# Каркаданн
Каркаданн (перс. کرگدن‎: «господин пустыни») — мифическое существо, упоминаемое в средневековой арабской и персидской литературе. Представляло собой свирепого единорога, встречавшегося в Северной Африке, Персии и Индии; он был способен напасть на слона и убить его. По-видимому, речь идёт о носороге. В современном арабском и персидском языках этим словом обозначается носорог.
Помимо рассказов ибн Фадлана и ибн Баттуты, упоминания об этом существе можно встретить в повести о «Синдбаде-мореходе». Синдбад, посетив один из дальневосточных островов, наткнулся там на существо, сочетавшее в себе черты носорога и единорога. В тексте есть упоминание, что аль-каркаданн — один из источников питания мифической птицы Рух. О каркадане (каркадан) упоминает тимуридский поэт Алишер Навои, используя его как эталон громадного существа.